# NGC 6095
NGC 6095 (другие обозначения — UGC 10265, MCG 10-23-33, ZWG 298.14, PGC 57411) — галактика в созвездии Дракон.
Этот объект входит в число перечисленных в оригинальной редакции «Нового общего каталога».
В галактике вспыхнула сверхновая SN 2003au типа Ia, её пиковая видимая звездная величина составила 19,2.